# MI6
El Servicio de Inteligencia Secreto (en inglés: Secret Intelligence Service), más conocido como MI6 (Military Intelligence, Section 6 en inglés) o SIS, es el servicio de inteligencia exterior del Reino Unido, encargado principalmente de la recogida y el análisis encubiertos en el extranjero de inteligencia humana en apoyo de la seguridad nacional del Reino Unido. El SIS es una de las agencias de inteligencia británicas y el Jefe del Servicio Secreto de Inteligencia («C») responde directamente ante el ministro de Asuntos Exteriores.
Creada en 1909 como sección extranjera de la Oficina del Servicio Secreto, la sección creció enormemente durante la Primera Guerra Mundial, y adoptó oficialmente su nombre actual hacia 1920. El nombre «MI6» (que significa Inteligencia Militar, Sección 6) se originó como una etiqueta conveniente durante la Segunda Guerra Mundial, cuando el SIS era conocido por muchos nombres. Hoy en día se sigue utilizando habitualmente. La existencia del SIS no se reconoció oficialmente hasta 1994. Ese año se presentó al Parlamento el Acta de Servicios de Inteligencia de 1994 (Intelligence Services Act 1994, ISA), que dotó por primera vez a la organización de una base legal. Esta acta constituye la base jurídica de su funcionamiento. En la actualidad, el SIS está sujeto a la supervisión pública del Tribunal de Poderes de Investigación y del Comité de Inteligencia y Seguridad del Parlamento.
Las funciones prioritarias declaradas del SIS son la lucha antiterrorista, la lucha contra la proliferación, el suministro de inteligencia en apoyo de la ciberseguridad y el apoyo a la estabilidad en el extranjero para desbaratar el terrorismo y otras actividades delictivas.A diferencia de sus principales agencias hermanas, el Servicio de Seguridad (MI5) y el Cuartel General de Comunicaciones del Gobierno (GCHQ), el SIS trabaja exclusivamente en la recopilación de inteligencia extranjera; la ISA le permite llevar a cabo operaciones sólo contra personas fuera de las islas británicas. Algunas de las actuaciones del SIS desde la década de 2000 han suscitado gran controversia, como su presunta complicidad en actos de técnicas de interrogatorio mejoradas y entregas extraordinarias.
Desde 1994, la sede del SIS se encuentra en el edificio del SIS de Londres, en la orilla sur del río Támesis.

## Orígenes
Fue fundado en octubre de 1909, al mismo tiempo que el MI5, como la sección extranjera de la oficina del servicio secreto. Su primer director fue el capitán sir George Mansfield Smith-Cumming, quien a menudo omitía el Smith en sus comunicaciones ordinarias. Acostumbraba a firmar su correspondencia con la letra "C" de su segundo apellido en tinta verde. Esta costumbre llegó a convertirse en un nombre en código para designar al máximo responsable del servicio y ha sido seguida por todos los directores que le sucedieron.

## El MI6 en la Primera Guerra Mundial
La primera prueba significativa de la organización vino con la Primera Guerra Mundial, durante la cual tuvo injerencia en varios éxitos de inteligencia militar y comercial; estos fueron alcanzados sobre todo, por medio de redes de agentes en países neutrales y territorios ocupados. Tras la guerra, los recursos del MI6 fueron reducidos enormemente y sus usuarios, tales como el Ministerio de Defensa (MoD) y el Ministerio de Marina, a los que les fue dado el control parcial de sus actividades operacionales. Las secciones que quedaban fijaron los requisitos para los trabajos operacionales del grupo y pasaron el mandato al MI6 de nuevo. Esta relación fue llamada el arreglo de 1921 y con tal que la estructura interna básica de la agencia que todavía prevalece hoy. Durante la década del 1920 comenzó a funcionar principalmente a través de un sistema de cooperación con el servicio diplomático británico. La mayoría de las embajadas adquirieron un "Oficial del control de pasaportes" el cual era, de hecho, la cabeza del SIS para ese país. Esto dio a operarios del MI6 el grado de inmunidad diplomática, pero el sistema no duró demasiado y fue descubierto en los años 30.

## El MI6 en la Segunda Guerra Mundial
El MI6 fue eclipsado en términos de inteligencia por otras iniciativas. Estas fueron, en términos generales:
1. El esfuerzo de criptología masivo emprendido por el gobierno y la escuela de criptografía (CS), que era la oficina responsable de la intercepción y el descifrado de comunicaciones extranjeras con sede en Bletchley Park.
2. El funcionamiento extenso del sistema del "engaño" de MI5 para dar información engañosa a los alemanes.
3. El trabajo de la unidad fotográfica de reconocimiento. El funcionamiento del MI6 fue también afectado por decisiones muy discutibles en lo que se refiere a las operaciones, con un aumento de las situaciones de riesgo para sus propios agentes. La operación más famosa del MI6 durante la guerra fue precisamente un fracaso, conocido como el Incidente de Venlo (la ciudad neerlandesa donde ocurrió), donde el MI6 fue engañado por agentes del servicio secreto alemán, la Abwehr, que se presentaron como oficiales del ejército implicados en un complot contra Hitler.

En una serie de reuniones entre los agentes del MI6 y los supuestos conspiradores, los planes de la contrainteligencia alemana, en manos de las SS eran secuestrar a los negociadores del MI6, pero no tuvieron el éxito previsto debido a la presencia de la policía neerlandesa, pero en una reunión sin presencia de la policía, dos agentes de MI6 fueron secuestrados por las SS. Este gran error desprestigió considerablemente la reputación del MI6. Durante la Segunda Guerra Mundial, el primitivo SIS se transformó nominalmente en "MI6" cuando, bajo reorganización de la inteligencia militar el SIS se convirtió en la sección VI de la Inteligencia Militar (Military Intelligence).
A pesar de las dificultades al principio de la guerra, el MI6 se recuperó y desarrolló importantes operaciones en la Europa ocupada y en el Oriente Medio y el este lejano donde funcionó bajo el nombre de "departamento interservicie de la cubierta del enlace" (ISLD). Una de las funciones principales del MI6 durante la guerra fue controlar los sistemas de comunicaciones inalámbricas y su gran éxito fue conseguir descifrar el código Enigma que usaba la Marina alemana. (GC&CS).